# Chris Hughes (productor discográfico)
Chris Hughes (de nombre real Christopher Hughes) es un productor discográfico inglés que previamente alcanzó fama tocando para grupos punk y New Wave. Nació en Londres, Inglaterra, el 3 de marzo de 1954, pero comenzó su carrera musical en Liverpool, tocando en bandas de esa localidad, como The Blitz Brothers y Dalek I Love You, con la cual está de 1979 a 1980 y toma parte de la grabación del álbum Compass Kumpass. Ese último año, se une a Adam And The Ants, liderado por Adam Ant, en reemplazo de Dave Barbarossa (quien se fue con el resto de esta banda a Bow Wow Wow), participando en los álbumes Kings Of The Wild Frontier (1980) y Prince Charming (1981). En 1982, el grupo se disuelve y se reúne en Dalek I Love You, y comienza a trabajar con Tears For Fears, a quienes produce sus primeros dos álbumes, The Hurting y Songs From The Big Chair.